# Nikki Hearts
Nikki Hearts (Columbus, Ohio; 6 de noviembre de 1992) es un actor pornográfico transgénero, director y exluchadora profesional de la Women's Extreme Wrestling estadounidense.

## Biografía
Nikki Hearts nació en noviembre de 1992 en la ciudad de Columbus, capital del estado norteño de Ohio. Comenzó a salir por distintos bares de Columbus, y conoció en su círculo íntimo de amistades a algunas actrices pornográficas, como Jet Blue, que lo animaron a proseguir su carrera con primeros cástines en San Francisco, donde grabaría sus primeras escenas de sexo lésbico. Debutó en 2011, con 19 años de edad.
Ha trabajado para productoras como Filly Films, Burning Angel, Wicked, Smash Pictures, Adam & Eve, Hustler, Girlsway, New Sensations, Diabolic, Girlfriends Films, Kelly Madison Productions, Jules Jordan Video o Sweetheart Video.
En 2014 recibió su primera nominación en los Premios AVN en la categoría de Mejor escena de sexo lésbico, junto a Bonnie Rotten, por Beyond Fucked: A Zombie Odyssey. Al año siguiente fue nominado en los Premios XBIZ a la Mejor escena de sexo en película lésbica, con Jessa Rhodes, por Secret Life of a Lesbian. En 2016 regresaría a los dos principales galardones con las nominaciones en los AVN a Mejor escena de sexo en grupo por Making the Band y en los XBIZ a Artista lésbica del año.
También ha desarrollado su faceta como director, habiendo rodado más de una decena de películas, muchas protagonizadas por él mismo, como Babes In Toyland, Chopper Whores, Lesbian Bush Babes, Lezzz Get Kinky o Lezzz Be Roommates, por la que estuvo nominado en los AVN a la Mejor escena de sexo lésbico en grupo junto a Leigh Raven y Raven Rockette.
Ha aparecido en más de 200 películas como actor.
Algunas películas suyas son A Girls Tale, Cindy Queen Of Hell, Deep Delivery, Eat My Lesbian Ass, Fuckstyles 2, Hotel, Ink Stains 3, Kiss, Lesbian Anal Virgins, Moments, Raw 30, Seduced By Mommy 11 o Tombois 3.

## Premios y nominaciones
| Año  | Ceremonia                   | Resultado | Premio                                   | Trabajo                         |
| ---- | --------------------------- | --------- | ---------------------------------------- | ------------------------------- |
| 2013 | Inked Awards                | Nominada  | Debutante del año                        | —                               |
| 2014 | Premios AVN                 | Nominada  | Mejor escena de sexo lésbico             | Beyond Fucked: A Zombie Odyssey |
| 2014 | Erotic Lounge Awards        | Nominada  | Premio fan: Beste Regie                  | —                               |
| 2015 | Premios XBIZ                | Nominada  | Mejor escena de sexo en película lésbica | Secret Life of a Lesbian        |
| 2016 | Premios AVN                 | Nominada  | Mejor escena de sexo en grupo            | Making the Band                 |
| 2016 | Premios XBIZ                | Nominada  | Artista lésbica del año                  | —                               |
| 2017 | Premios AVN                 | Nominada  | Mejor escena de sexo lésbico en grupo    | Lezzz Be Roommates              |
| 2017 | Inked Awards                | Ganadora  | Mejor escena de sexo grupal              | Cindy Queen of Hell             |
| 2018 | Premios AVN                 | Nominada  | Mejor escena de sexo lésbico             | Prison Lesbians 5               |
| 2018 | Spank Bank Awards           | Nominada  | Mistress of the Strap On                 | —                               |
| 2019 | Premios AVN                 | Nominada  | Premio fan: Estrella mediática           | —                               |
| 2019 | Premios XBIZ                | Nominada  | Mejor escena de sexo en película lésbica | Deep Delivery                   |
| 2019 | Spank Bank Awards           | Nominada  | Princess of the Piledriver               | —                               |
| 2019 | Spank Bank Awards           | Nominada  | Tiniest Vag                              | —                               |
| 2019 | Spank Bank Technical Awards | Ganadora  | Tube Sock Queen                          | —                               |